# Каталина и Себастијан
Каталина и Себастијан (шп. Catalina y Sebastián) је мексичка теленовела, продукцијске куће TV Azteca, снимана 1999.
У Србији је приказивана током 2004. и 2005. на локалним телевизијама.

## Синопсис
Пошто је преварио бивши момак, Каталина подлеже притиску породице и пристаје да се уда за Себастијана, земљопоседника милионера. Себастијан је заљубљен до ушију, али Каталина се за њега удала само због комфорног живота пуног изобиља који је он у стању да јој пружи. Али и она и породица доживљавају прави шок када стигну на његов ранч и открију да Себастијан уопште није власник, већ само предрадник. У стварности, Себастијан и јесте легитимни наследник, али је само желио да тестира Каталину и да провери да ли се она удаје за њега само због новца. Када то себи коначно и докаже, бесни Себастијан одлучује да јој не пружи развод и да је натера да живи животом жене обичног и сиромашног фармера. Мало по мало, Каталина ипак почиње да се заљубљује у Себастијана, све док јој на крају не постане свеједно то што је он само сиромашни радник. Али, сада је касно; Себастијан открива да је у ствари богаташ и сада он жели развод. Ствари се компликују када Кармело, надгледник на ранчу који је заузео Себастјаново место наследника и који је убеђен да је он непризнати син Себастијановог оца Дон Лупеа, одбије да Себастијану врати право које је овај стекао својим рођењем. Тако он задржава имање и новац који је наследио од његовог оца. Кармело, који се такође заљубио у Каталину, ставља је пред дилему: он јој нуди да Себастијану врати сав новац и посед, само ако Каталина пристане да се уда за њега …

## Улоге
| Глумац:           | Улога:        |
| ----------------- | ------------- |
| Силвија Наваро    | Каталина      |
| Серхио Басањес    | Себастијан    |
| Клаудија Ислас    | Адела         |
| Рехина Торне      | Антонијета    |
| Ђералдин Базан    | Луиса Негрете |
| Марија Ребека     | Емилија       |
| Хорхе Луис Пила   | Антонио       |
| Едуардо Шилински  | Рикардо       |
| Кристијан Каталди | Едуардо       |
| Пилар Соуза       | Хосефа        |
| Фидел Гарига      | Дон Лупе      |
| Лили Бланко       | Алисија       |
| Кенија Гаскон     | Силвија       |
| Лисете Салазар    | Џесика        |
| Нинел Конде       | Пати          |
| Алехандра Ласкано | Мартина       |